# Тукаевский сельсовет (Башкортостан)
Тукаевский сельсовет — муниципальное образование в Аургазинском районе Республики Башкортостан России.

## История
Согласно «Закону о границах, статусе и административных центрах муниципальных образований в Республике Башкортостан» имеет статус сельского поселения.

## Население
| 2002  | 2009  | 2010  | 2012  | 2013  | 2014  | 2015  |
| ----- | ----- | ----- | ----- | ----- | ----- | ----- |
| 1506  | ↘1401 | ↗1462 | ↘1402 | ↘1371 | ↘1353 | ↘1317 |
| 2016  | 2017  |       |       |       |       |       |
| ↘1302 | ↗1306 |       |       |       |       |       |

## Состав сельского поселения
| № | Населённый пункт | Тип населённого пункта       | Население |
| - | ---------------- | ---------------------------- | --------- |
| 1 | Тукаево          | село, административный центр | ↗547      |
| 2 | Болотино         | село                         | ↗281      |
| 3 | Андреевка        | село                         | ↘235      |
| 4 | Тюбяково         | деревня                      | ↘176      |
| 5 | Абдрахманово     | деревня                      | ↗147      |
| 6 | Ахметово         | деревня                      | ↘38       |
| 7 | Старая Ивановка  | деревня                      | ↗18       |
| 8 | Волково          | деревня                      | ↘11       |
| 9 | Макарово         | деревня                      | ↗9        |

### Упразднённые населённые пункты
- поселок Буляк (Закон «О внесении изменений в административно-территориальное устройство Республики Башкортостан в связи с образованием, объединением, упразднением и изменением статуса населенных пунктов, переносом административных центров» от 20 июля 2005 года N 211-з)
- деревня Берёзовка — исключена из учётных данных Указом Президиума ВС Башкирской АССР от 12.12.1986 N 6-2/396 «Об исключении из учётных данных некоторых населенных пунктов».
- поселок Чишма (Закон «О внесении изменений в административно-территориальное устройство Республики Башкортостан в связи с образованием, объединением, упразднением и изменением статуса населенных пунктов, переносом административных центров» от 20 июля 2005 года N 211-з)